# Тудор-Владіміреску (Констанца)
Тудор-Владіміреску (рум. Tudor Vladimirescu) — село у повіті Констанца в Румунії. Адміністративно підпорядковане місту Беняса.
Село розташоване на відстані 136 км на схід від Бухареста, 77 км на захід від Констанци.

## Населення
За даними перепису населення 2002 року у селі проживали 64 особи. Усі жителі села рідною мовою назвали румунську.
Національний склад населення села:
| Національність | Кількість осіб | Відсоток |
| -------------- | -------------- | -------- |
| румуни         | 55             | 85,9%    |
| турки          | 9              | 14,1%    |